# Ђироламо Кардано
Ђироламо Кардано (итал. Girolamo (некад Gerolamo) Cardano; Павија, 24. септембар 1501 — Рим, 21. септембар 1576), италијански лекар, математичар, физичар, астроном и коцкар. Бавио се алгебром. У свом делу Ars magna извео формулу за решења кубне једначине (Карданова формула), иако је то, изгледа, нашао Тартаља, и објавио Фераријево решење једначине IV степена.